# Carex filifolia
Carex filifolia Nutt. es una especie de planta herbácea de la familia de las ciperáceas.

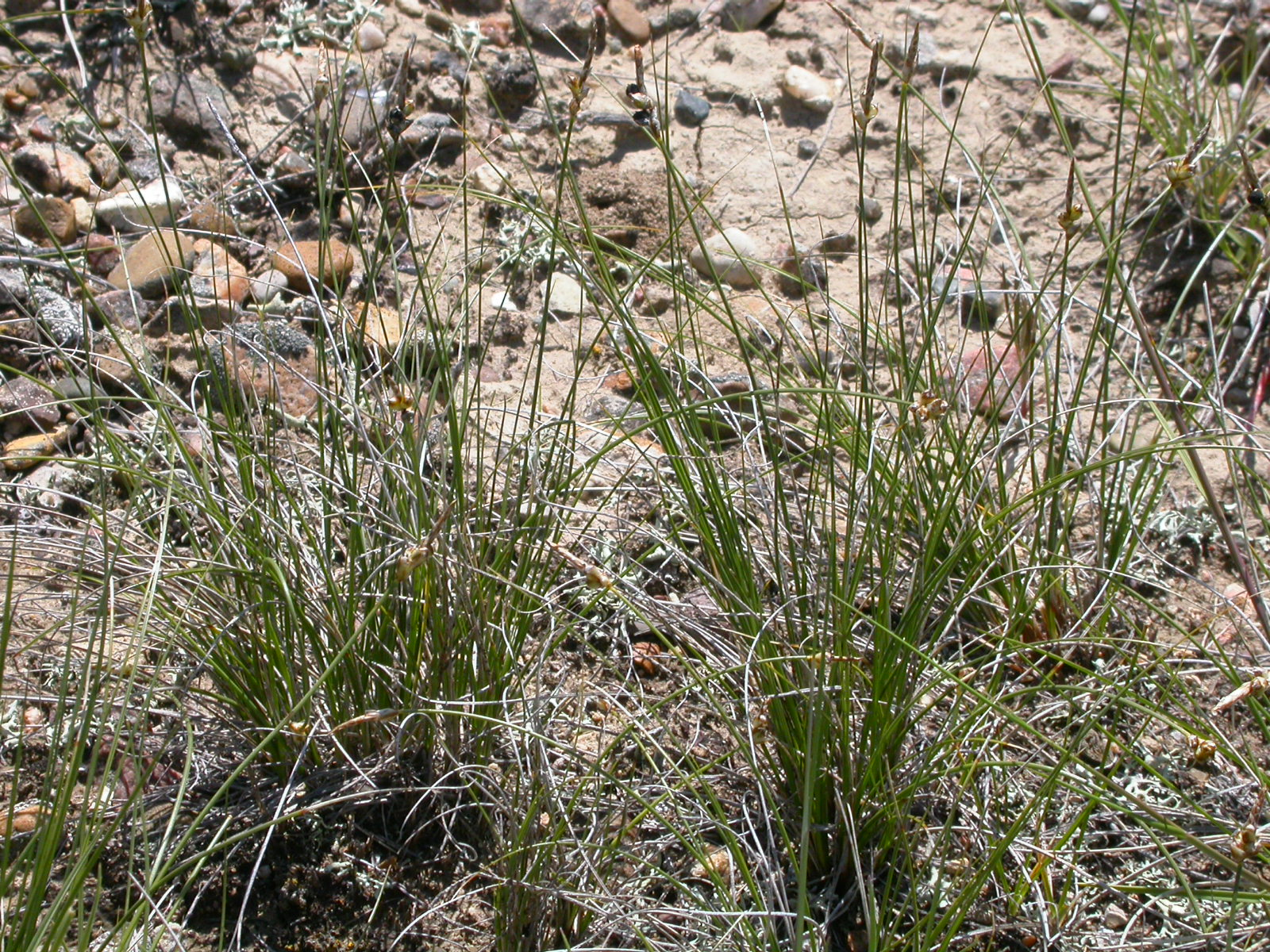
Vista de la planta

## Hábitat y distribución
Es nativa de gran parte del oeste de América del Norte, desde Alaska a California y desde Manitoba a Nuevo México, donde crece en hábitat húmedo y seco. 

## Descripción
Esta juncia produce racimos de tallos que son redondeados o triangulares, nerviosos, recios, secos, y en ángulo o con curvas, hasta llegar a unos 35 centímetros de largo. La raíz en forma de red es extensa y forma césped. Las hojas son estrechas y  figura como una pluma. La inflorescencia es de hasta 3 centímetros de largo y se ha recubierto con flores de color rojizo con escalas. El fruto está cubierto en un saco llamado perigynium que es un poco peludo.  La planta se produce por las semillas, pero sobre todo se reproduce vegetativamente.

## Taxonomía
Carex filifolia fue descrita por  Thomas Nuttall y publicado en The Genera of North American Plants 2: 204. 1818.
Etimología
Carex: nombre genérico que podría derivar del griego kairo, que significa "lastimar", relacionado con las hojas cortantes que poseen estas plantas.
filifolia; epíteto latino  que significa "enhebrada como hojas".
Sinonimia
- Olotrema filifolia (Nutt.) Raf. 1840
- Uncinia filifolia (Nutt.) Nees in Wied-Neuw. 1841[5]